# San José del General
San José del General è un comune (corregimiento) della Repubblica di Panama situato nel distretto di Donoso, provincia di Colón. Si estende su una superficie di 198,6 km² e conta una popolazione di 2.248 abitanti (censimento 2010).